# Tom und Jerry und der verlorene Drache
Tom und Jerry und der verlorene Drache ist ein US-amerikanischer Direct-to-Video-Zeichentrickfilm von 2014. Der Film gehört zum Tom-und-Jerry-Franchise. Regie führten Spike Brandt und Tony Cervone.

## Handlung
Der Zauberer Kaldorf verbannt die mächtige Hexe Drizelda wegen verschiedener Verbrechen aus dem Dorf. Dessen ungeachtet lässt er ihre minderjährige Nichte Athena weiterhin im Dorf leben, trotz der Bedenken der Bewohner, sie könne sich wie ihre Tante entwickeln. Tom und Jerry sind ihre Haustiere und noch Babys.
Jahre später sind Tom und Jerry beste „Feinde“ und weiterhin in der Obhut von Athena, die etwas außerhalb des Dorfes eine Tierauffangstation betreibt, sehr zum Missfallen der Dorfbewohner, da es öfter mal zu kleinen Zwischenfällen kommt. Die drei finden ein leuchtendes Ei, das sie mit in ihr Heim holen und ausbrüten. Kurz darauf schlüpft ein kleiner, grüner Babydrache aus dem Ei, der Tom für seine Mutter hält.
Die tatsächliche Mutter jedoch vermisst ihr Kind und will es zurück. Doch bevor Tom, Jerry und Angela die Mutter finden, entführt Drizelda Puffy und versucht den kleinen Drachen für ihre eigenen Zwecke zu nutzen. Sie benötigt sein Feuer um einen Superdrachen zu erschaffen, um das Dorf zu zerstören. Zusammen mit Freunden und den Dorfbewohnern, gelingt es Tom, Jerry und Athena Puffy zurück zu seiner Mutter zu bringen und die böse Hexe zu besiegen. Im Zuge dessen wird sie in eine Statue verwandelt.
Am Ende feiern die Dorfbewohner mit Athena, Jerry und Kaldorf ein Fest, während Tom von einem Babykrokodil gejagt wird. Nach dem Abspann sieht man Drizeldas Statue. Als ein Vogel versucht, sich auf sie zu setzen, kommt Dampf aus ihrer Nase und sie droht dem Vogel.

## Hintergrund
Der Film wurde am 27. Juli 2014 auf der San Diego Comic-Con uraufgeführt. Digital erfolgte eine Veröffentlichung am 19. August, die DVD erschien in den Vereinigten Staaten am 2. September 2014. In Deutschland folgte die Veröffentlichung am 25. September 2014 über Warner Home.